# Alba, Texas
Alba là một thị trấn thuộc quận Wood, tiểu bang Texas, Hoa Kỳ. Năm 2010, dân số của thị trấn này là 504 người.

## Dân số
- Dân số năm 2000: 430 người.
- Dân số năm 2010: 504 người.